# 78433 Gertrudolf
78433 Gertrudolf è un asteroide della fascia principale. Scoperto nel 2002, presenta un'orbita caratterizzata da un semiasse maggiore pari a 2,6325784 UA e da un'eccentricità di 0,0270522, inclinata di 2,65627° rispetto all'eclittica.
Dal 4 maggio al 13 luglio 2004, quando 82232 Heuberger ricevette la denominazione ufficiale, è stato l'asteroide denominato con il più alto numero ordinale. Prima della sua denominazione, il primato era di 73491 Robmatson.
L'asteroide è dedicato a Gertrud e Rudolf Hönig, nonni dello scopritore.